# Labenče
Labenče (nemško Labientschach) je naselje v Občini Čajna v Okraju Beljak-dežela na Koroškem v Avstriji.